# Droodles (livro de Danilo Gentili)
Droodles é o quarto livro escrito pelo humorista Danilo Gentili, que foi lançado no dia 3 de dezembro de 2015, pela editora Panda Books. 

## Informações
Quando Gentili era apresentador do talk show Agora é Tarde, entre 2011 e 2013, ele tinha um quadro no programa em que mostrava alguns desenhos enigmáticos para a platéia adivinhar o que é. Atualmente no também talk show The Noite, Gentili também possui um quadro similar, em que mostra os seus desenhos para a platéia. A verdadeira intenção, é que esses desenhos se pareçam o óbvio para a maioria, sendo que na realidade possuem outro significado. Esses desenhos são os chamados droodles. No livro, Gentili reúne vários de seus droodles para o leitor descobrir o que realmente significam.

## Lançamento
No dia 26 de outubro de 2015, Gentili confimou em seu perfil oficial do Facebook que estaria lançando Droodles no dia 3 de dezembro durante uma tarde de autógrafos na Livraria Saraiva, no Shopping Eldorado em São Paulo.